# Dane, Ribnica

Lega kraja v Atlasu okolja

Dane so gručasto naselje v Občini Ribnica. Ležijo v manjšem podolju, ki jo na zahodu oklepajo strma nerazčlenjena dolomitna pobočja gozdnate Velike gore (Ostri vrh, 1121 m), na vzhodu pa jo od Ribniškega polja loči vzpetina Tintovca (612 m).
Na začetku vasi se nahaja kapela, s kipom Marije pomočnice iz leta 1903. Na vhodu v kapelo je v timpanonu naskan bog Oče. V letu 1997 so kapelo obnovili.
V bližini naselja pozimi obratuje smučišče. Urejeno je tudi sankališče in tekaške proge.
Kraj se prvič omenja leta 1337 kot Dno (nem. Boden).